# Jagnin
Jagnin – wieś sołecka w Polsce położona w województwie świętokrzyskim, w powiecie opatowskim, w gminie Opatów.
W latach 1975–1998 miejscowość administracyjnie należała do województwa tarnobrzeskiego.

## Historia
Jagnin w wieku XIX – wieś i folwark w powiecie opatowskim, gminie Modliborzyce, parafii Strzyżowice.

W 1827 r. było tu 17 domów 106 mieszkańców. W roku 1882 19 osad, 18 domów, 178 mieszkańców, 250 mórg ziemi dworskiej i 98 mórg włościańskiej. 
W XV wieku wieś była dziedzictwem Mikołaja Ziarunickiogo Różyca (Długosz L.B. t.I s.885).